# Sankardev
Mahapurusha Srimanta Sankardeva (en assamais মহাপুৰুষ শ্ৰীমন্ত শঙ্কৰদেব ou Môhapurux Srimôntô Xônkôrdev) est un réformateur hindouiste du XVIe siècle. Il prêchait une forme monothéiste d'hindouisme vaishnava appelée Mahapurushiya Dharma. Il séjourna sur l'île de Majuli où il est réputé avoir créé les institutions monastiques sattras.